# Seemann
Seemann (česky Námořník) je druhý singl skupiny Rammstein. Byl vydán 8. ledna 1996.
Na obalu singlu je vyobrazena loď z videoklipu k songu Seemann, jenž byl natočen roku 1996 v berlínských ateliérech. Na singlu se nenachází remixy, kromě skladby Seemann obsahuje také píseň „Wollt ihr das Bett in Flammen Sehen?“ z alba Herzeleid (1995). Sehnat tento singl je již dnes velice obtížné, koupit ho jednotlivě je prakticky nemožné. Seemann je součástí singlové kolekce "Original single Kollektion" z roku 1998, která obsahuje všechny singly z prvních dvou alb (Herlzeleid a Sehnsucht).
Píseň se v roce 2003 dočkala coververze kterou nahrála finská skupina Apocalyptica spolu s německou zpěvačkou Ninou Hagen.

## Seznam skladeb
1. „Seemann“ – 05:00
2. „Der Meister“ – 04:10
3. „Rammstein In The House“ (Timewriter remix) – 06:24